# Hokkons Baules
Hokkons Baules (geb. 7. Juni 1948) ist ein Geschäftsmann und Politiker in Palau. Er ist Mitglied des Senats von Palau.

## Leben
Baules wurde am 7. Juni 1948 geboren. Er ist der Sohn von Baules Sechelong, einem früheren Senator und Gestalter der Verfassung von Palau. Er erhielt seine Ausbildung an der Seventh-day Adventist Elementary School in Koror und später an der Palau Mission Academy. Am Philippine Union College erhielt er einen Bachelor of Arts in Geschichte. Er kam während der 2. Wahlperiode des Olbiil Era Kelulau von 1985 bis 1988 erstmals in das Parlament. Dort war er Vorsitzender des Committee on Foreign Affairs. Er war 1993 ein Mitglied der Political Education Commission of the Compact of Free Association, Mitglied der 2. Palau Constitutional Convention 2005, Mitglied des 2. Post-Constitution Convention Political Education Committee und auch Administrative Assistant der Palau Delegation im Congress of Micronesia. 
Er wurde am 9. Mai 2007 in einer Nachwahl gewählt um den Sitz des letzten, verstorbenen, Senatspräsidenten, Johnny Reklai, einzunehmen.
Seit dem 19. Januar 2017 ist The Honorable Hokkons Baules Präsident des Senats.
Daneben war Senator Baules Übersetzer des Council of Chiefs in der Micronesian Constitutional Convention und arbeitete als Status Table Clerk des Senats des ehemaligen Congress of Micronesia. Heute arbeitet Senator Baules als Vorsitzender des Senate Committee on Capital Improvement Project, Stellvertretender Vorsitzender des Senate Committee on Resources, Commerce, Trade, and Development und ist Mitglied des Senate Standing Committees on: Judiciary and Governmental Affairs, Tourism Development, and Waysand Means and Financial Matters.